# Tuzlov
Tuzlov (rusky Тузлов) je řeka v Rostovské oblasti v Rusku. Je dlouhá 182 km. Plocha povodí měří 4680 km².

## Průběh toku
Pramení na jižních svazích Doněckého krjaže. Ústí zprava do Aksaje, který je pravým ramenem Donu.

## Vodní režim
Zdrojem vody jsou sněhové srážky. Nejvyšších vodních stavů dosahuje v březnu a v dubnu. Na horním toku v létě místy vysychá. Průměrný průtok vody ve vzdálenosti 60 km od ústí činí 2,1 m³/s, maximální 415 m³/s a minimální 0,19 m³/s.

## Využití
Pří ústí leží město Novočerkassk.